# Badzout

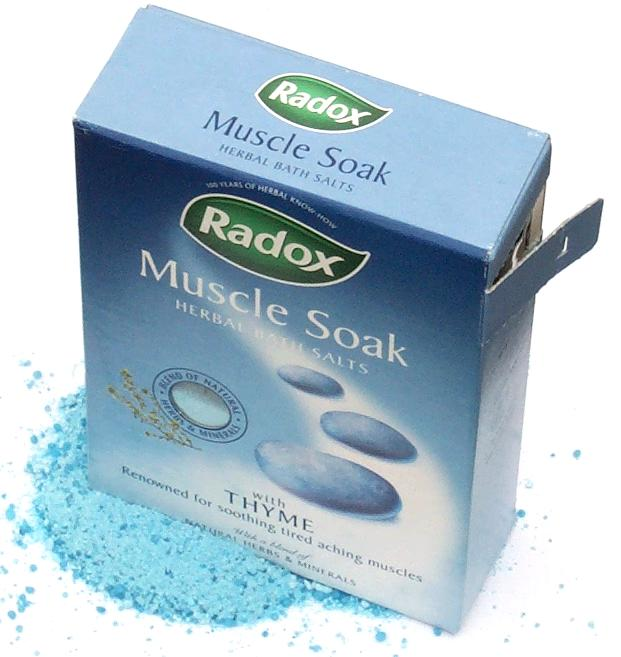
Badzout van het merk Radox

Badzout is een badproduct op basis van zout. Deze zoutkristallen worden ter ontspanning toegevoegd aan het badwater. Er zijn verschillende mengsels met kruiden, kleurstoffen en aroma's verkrijgbaar. In de Dode Zee bevindt zich relatief veel zout, en al in de oudheid werden deze kristallen verzameld vanwege de mogelijk heilzame werking op de huid. De effectiviteit van zeezout als gezondheidsproduct staat ter discussie.

## Samenstelling
Badzout kan verschillende soorten zouten bevatten zoals magnesiumsulfaat (bitterzout, Epsom zout), natriumchloride (keukenzout), natriumwaterstofcarbonaat (natriumbicarbonaat, bruismiddel), Natriumpolyfosfaat (E452i), natriumsesquicarbonaat (E500iii), borax of natriumcitraat. Glycerine wordt soms ook toegevoegd. Afhankelijk van de chemische eigenschappen kunnen deze ingrediënten verzachtende of  bevochtigende eigenschappen hebben. Ook hebben de genoemde zouten een invloed op de zuurgraad van het badwater.
Vaak worden er ook geur- en kleurstoffen toegevoegd en functioneren de eerder genoemde zouten als drager van de geur- en kleurstoffen. Zonder zout zou het afmeten van een (zeer kleine) hoeveelheid geurstof erg lastig zijn. Daarnaast worden vaak verzachtende oliën toegevoegd, schuimvormers en bruismiddelen.
Omdat badzout geen water bevat, is het niet nodig om conserveermiddelen toe te voegen. In waterbevattende producten als badschuim of douchegel is een conservans wel nodig om groei van micro-organismen te remmen.